# Ayette
Ayette é uma comuna francesa na região administrativa de Altos da França, no departamento de Pas-de-Calais. Estende-se por uma área de 5,15 km². Em 2010 a comuna tinha 330 habitantes (densidade: 64,1 hab./km²).